# Các quốc gia thành viên của Tổ chức các quốc gia Mỹ-Latinh

Các quốc gia thành viên (xanh lá) trên bản đồ.

Tổ chức các bang Ibero-Mỹ có dưới 23 quốc gia thành viên:
- Andorra
- Argentina
- Bolivia
- Brasil
- Chile
- Colombia
- Costa Rica
- Cuba
- Cộng hòa Dominican
- Ecuador
- El Salvador
- Guinea Xích Đạo
- Guatemala
- Honduras
- México
- Nicaragua
- Panama
- Paraguay
- Peru
- Tây Ban Nha
- Uruguay
- Venezuela